# Så tuktas en argbigga (film)
Så tuktas en argbigga (engelska: The Taming of the Shrew) är en amerikansk-italiensk komedifilm från 1967, i regi av Franco Zeffirelli. Filmen är baserad på William Shakespeares pjäs med samma namn. I huvudrollerna som Kate och Petruchio ses Elizabeth Taylor och Richard Burton.

## Rollista i urval
- Elizabeth Taylor - Katharina
- Richard Burton - Petruchio
- Cyril Cusack - Grumio
- Michael Hordern - Baptista
- Alfred Lynch - Tranio
- Alan Webb - Gremio
- Giancarlo Cobelli - prästen
- Vernon Dobtcheff - Pedant
- Ken Parry - skräddare
- Anthony Gardner - föreståndaren för sybehörsaffären
- Natasha Pyne - Bianca
- Michael York - Lucentio
- Victor Spinetti - Hortensio
- Roy Holder - Biondello
- Mark Dignam - Vincentio